# 吴花燕
吴花燕（1995年11月11日—2020年1月13日），贵州松桃人，中华人民共和国人物，贵州盛华职业学院2017级财务管理专业学生。2020年1月13日因病情加重，搶救無效而不幸逝世。

## 生平
吴花燕是贵州省铜仁市松桃县沙坝河乡茅坪村炮炉山组人。吴4岁时母亲去世，18岁时父亲去世，与患有精神病的弟弟相依为命。吴生活上极度节俭，每日開銷僅為兩元，靠辣椒拌飯充飢，以致长期营养不良，23岁时身高仅1.35米，体重43斤，眉毛脱落。2017年起就读于贵州盛华职业学院。2019年10月，吴因心脏瓣膜损伤严重入院，因无钱治疗在网络众筹医疗费。事迹经媒体报道后引发社会关注。10月30日，松桃县民政局召开会议商讨，决定给予吴花燕2万元急难救助资金。铜仁市妇女联合会也在官方微信公众号转发求助信息，并用募集所得的资金对吴花燕进行帮扶。
2020年1月13日下午，吴花燕因病抢救无效去世，年仅24岁。2020年1月，贵州医科大学附属医院发表申明中指出，基因检测结果吴同学患有早老症，她的死亡有病理因素并非由于营养不良单独导致。臨死之前，她含著悲情和無奈寫下了一首詩，名為《遠方》。這首詩歌傳遞了她遙不可及的夢想。
最后，我将回到云贵高原，在贵州最高的屋脊，种上一片蓝色的海洋；在那里，会有一艘丰衣足食的小船，带我驶向远方。
 — 吴花燕《远方》

## 事迹
尽管家中贫困且身体欠佳，吴花燕在大学期间仍积极参加各种公益活动，如为山区孩子支教等。2019年8月，吴花燕成为松桃县的春晖使者。
其弟弟吴江龙在2020年1月14日15时的遗体捐献仪式上表示：“姐姐走得很安祥，按照姐姐的生前遗愿，我们已将她遗体捐献给贵州医科大学基础医学院人体解剖学教学实验中心，供教学、科研及医疗之用。“

## 善款質疑
吴花燕事蹟曝光後，慈善机构“9958儿童紧急救助中心”在吴及家人不知情的情况下，同时使用两个筹款平台筹款，一周内共计筹得超过一百多万人民币，但却只为吴支付了2万人民币。中国网友得知後要求慈善机构解释捐款流向。
2020年1月17日，AI財經社爆料贵阳市第二人民医院表示连43斤女大学生吴花燕的两万元医疗费都没收到。100万捐款一分都没用于吴花燕身上。网友捐赠给吴花燕的钱都疑似被慈善机构9958负责人侵吞。很多网友表达了对这个慈善机构和政府的不满。
一个名为“XX听新闻”的抖音帐号，同樣在吴花燕不知情的情况下，以“护燕行动”之名，在抖音平台以二维码收款的方式为吴筹款，其后声称已将45万交予吴花燕，但吴花燕家人表示根本沒有拿這筆錢，懷疑該抖音帳號只是借吳來吸引流量。
据资深媒体人郑鹤红指出，9958的负责人王昱，利用重症儿童的名义募集大量捐款。但是这些捐款最终都没有拨付给被救助者，甚至在被救助者去世后，这个慈善机构还在以这些孩子的名义募集善款。郑鹤红指出，9958将4.9亿本用于救助儿童的善款用于投资理财，甚至建立离岸公司以捞取不当利益。郑鹤红还指出，王昱利用善款不是为了救助患者，而是为了捞取政治资本。2017年，王昱仅工资和奖金就30万元，而且因为中国的慈善机构运作机制不透明，容易导致贪污和捐款诈骗。很多中国网友同样表达了捐款机构和贪官的不满，认为捐款被贪官贪污和洗钱。
1月20日，中华人民共和国民政部向負責9958儿童紧急救助中心運營的中华少年儿童慈善救助基金会送达责令改正通知书，批评中华少年儿童慈善救助基金会为吴花燕募捐行为超出募捐方案限定的救助范围，责令妥善处理捐款并及时向社会公布。中华少年儿童慈善救助基金会則宣佈，9958儿童紧急救助中心將募捐受益人为0至18岁困境大病儿童的募捐方案用於吴花燕，因而违反中华儿慈会的相关规定，中华少年儿童慈善救助基金会决定于當天起，把为吴花燕募集的善款1004977.28元，全部退回捐助人。退款将在15个工作日内完成。